# Arrondissement Brest
Arrondissement Brest je francouzský arrondissement ležící v departementu Finistère v regionu Bretaň. Člení se dále na 20 kantonů a 80 obcí.

## Kantony
- Brest-Bellevue
- Brest-Cavale-Blanche-Bohars-Guilers
- Brest-Centre
- Brest-Kerichen
- Brest-L'Hermitage-Gouesnou
- Brest-Lambezellec
- Brest-Plouzané
- Brest-Lambezellec
- Brest-Saint-Marc
- Brest-Saint-Pierre
- Daoulas
- Guipavas
- Landerneau
- Lannilis
- Lesneven
- Ouessant
- Plabennec
- Ploudalmézeau
- Ploudiry
- Saint-Renan